# Očor (město)
Očor (rusky Очёр) je město v Permském kraji v Ruské federaci. Při sčítání lidu v roce 2010 mělo přes čtrnáct tisíc obyvatel.

## Poloha
Město leží na stejnojmenné řece, přítoku Kamy. Od Permu, správního střediska celého kraje, je vzdálen přibližně 120 kilometrů na západ.

## Dějiny
Očor vznikl v roce 1759 s výstavbou hutí rodiny Stroganovovů.
Městem je Očor od roku 1950.